# Derechos de la mujer
Los derechos de la mujer (o derechos de las mujeres en plural) hacen referencia a la distinción de los derechos que se reconocen a las mujeres y niñas en diferentes sociedades del planeta. Mientras que en algunos lugares estos derechos están institucionalizados o respaldados por leyes, costumbres locales y el comportamiento social, en otros no se realiza el mismo trato, llegándose a reprimir, ignorar o incluso negar en contraposición con los derechos admitidos a los hombres y niños.
Los temas que con más frecuencia se asocian con la noción de derechos de la mujer son –entre otros– los siguientes: derecho a la integridad, al control del propio cuerpo, derecho al sufragio, derecho a ocupar cargos públicos, derecho al trabajo, derecho a una remuneración justa e igualitaria, derecho a poseer propiedades, derecho a la educación, derecho a servir en el ejército, derecho a firmar contratos legales, y derechos matrimoniales y parentales.

## Historia

### China
El estatus de las mujeres en la Antigua China era bajo, debido sobre todo a la costumbre del vendado de pies, una mutilación que provocaba que esas extremidades no crecieran más de 10 cm. Estos pies deformados dificultaban el movimiento, limitando así considerablemente cualquier actividad a las mujeres.
A causa de la norma social de aislar a las mujeres de los hombres, las mujeres chinas se resistían a que las trataran los médicos (hombres) que practicaban la medicina occidental. La doctora misionera Dra. Mary H. Fulton (1854-1927) fue enviada al país por la Junta de Misiones en el Extranjero de la Iglesia Presbiteriana de EE. UU. para fundar la primera facultad de medicina para mujeres en China, conocida como Escuela Hacket de Medicina, gracias a una generosa donación de Edward A. K. Hackett. La facultad tenía la misión de diseminar el cristianismo y la medicina moderna, además de mejorar la situación social de las mujeres chinas.

### Grecia
El estatus de las mujeres en la Antigua Grecia variaba de una ciudad estado a otra. En Delfos, Gortina, Tesalia, Megara y Esparta existen registros de mujeres propietarias de tierras, que en esa época era la forma más prestigiosa de propiedad privada
En la antigua Atenas, las mujeres no tenían la condición de sujeto legal, y se les consideraba parte del hogar (oikos) cuya cabeza era un hombre (kyrios). Hasta el matrimonio, las mujeres estaban custodiadas por sus padres y otros parientes hombres. Una vez casadas, el esposo se convertía en su kyrios. Las mujeres no tenían permitido realizar procedimientos legales, de los que se encargaba el Kyrios en su nombre. Las mujeres atenienses tenían un derecho de propiedad limitado, y por tanto no se les consideraba ciudadanas de pleno derecho, ya que la ciudadanía y los derechos civiles y políticos estaban condicionados a las propiedades y al medio de vida. No obstante, las mujeres podían adquirir derechos de propiedad por donación, dote o herencia, aunque su kyrios podría disponer de dichas propiedades. Las mujeres atenienses podían firmar contratos con valor menor al de «un medimnos de cebada», lo que permitía a las mujeres dedicarse al comercio minorista. Al igual que las mujeres, los esclavos tampoco podían obtener la ciudadanía completa, aunque en ciertas circunstancias podían convertirse en ciudadanos si conseguían la libertad. En la antigua Atenas, la única barrera permanente a la ciudadanía, y a los derechos civiles y políticos que llevaba consigo, era el sexo. Ninguna mujer obtuvo nunca la ciudadanía, y por tanto las mujeres siempre estuvieron excluidas por principio y práctica de la antigua democracia ateniense.
Por el contrario, las mujeres de Esparta disfrutaban de un estatus, poder y respeto desconocidos en el resto del mundo clásico. Aunque las espartanas estaban oficialmente excluidas de la vida militar y política, gozaban de alta consideración como madres de los guerreros espartanos. Cuando los hombres se dedicaban a actividades bélicas, las mujeres se responsabilizaban de dirigir las propiedades. Tras las largas guerras del siglo IV a. C., entre el 35 y el 40% de las tierras y propiedades de Esparta quedó en manos de mujeres. En el periodo helenístico, algunos de los espartanos más ricos eran mujeres. Controlaban sus propiedades, así como las de los parientes que habían partido con el ejército. Las espartanas no solían casarse antes de los 20 años, y al contrario que las atenienses, que vestían con recato y rara vez salían de casa, las espartanas utilizaban ropa corta y ligera, y se movían con toda libertad. Tanto las niñas como los niños recibían educación y participaban en las Gimnopedias («Fiesta de los niños desnudos»).
Platón afirmaba que la concesión de derechos políticos y civiles a las mujeres alteraría sustancialmente la naturaleza del hogar y del estado. Aristóteles, discípulo de Platón, negaba que las mujeres fueran esclavas o pudieran considerarse una propiedad, alegando que «la naturaleza ha distinguido entre la mujer y el esclavo», pero opinaba que las esposas se podían «comprar». Argumentaba que la principal actividad económica de las mujeres era la de cuidar la propiedad familiar creada por el hombre. Según Aristóteles, el trabajo de las mujeres no añadía valor porque «el arte de la gestión del hogar no es idéntica al arte de la adquisición de riqueza, porque una utiliza el material que proporciona la otra».
Por el contrario, los estoicos defendían la igualdad entre los sexos, ya que según sus teorías, la desigualdad era contraria a las leyes de la naturaleza. Al hacerlo, siguieron la filosofía de los cínicos, que argumentaban que las mujeres y los hombres deberían vestir igual y recibir la misma educación. También consideraban el matrimonio como una sociedad moral entre iguales, y no como una necesidad biológica o social, y ponían en práctica estas enseñanzas y opiniones en su vida diaria. Los estoicos adoptaron las doctrinas de los cínicos y las añadieron a sus propias teorías sobre la naturaleza humana, dando a su defensa de la igualdad entre sexos una sólida base filosófica.

### Antigua Roma

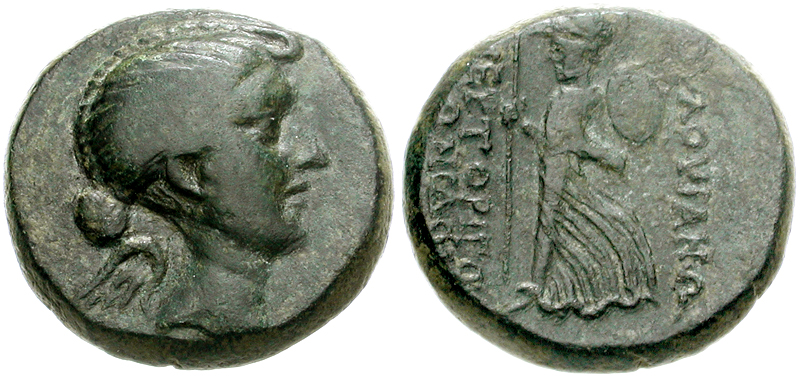
Fulvia, esposa de Marco Antonio, comandó tropas durante las guerras civiles romanas y fue la primera mujer cuya imagen apareció en monedas del Imperio

Las mujeres libres de la antigua Roma eran ciudadanas romanas con privilegios y protecciones legales que no disfrutaban los no ciudadanos ni los esclavos. No obstante, la sociedad romana era patriarcal, y a las mujeres no se les permitía votar, ocupar cargos públicos o servir en el ejército. Las mujeres de clase alta ejercían influencia política a través del casorio y la maternidad. Durante la República, la madre de los Gracos y la madre de Julio César fueron señaladas como mujeres ejemplares que potenciaron las carreras de sus hijos. Durante el periodo imperial, las mujeres de la familia del emperador podían adquirir un considerable poder político, y se les representaba a menudo en el arte oficial y en las monedas. Pompeya Plotina ejerció influencia tanto en su marido, el emperador Trajano, como en su sucesor, Adriano. Se publicaban sus cartas y peticiones sobre temas oficiales, indicación de que sus opiniones tenían peso en la opinión pública.
El estatus de un niño venía determinado por el de su madre. Tanto las hijas como los hijos estaban sujetos a la patria potestas, el poder del padre como cabeza de familia (pater familias). En el apogeo del Imperio (siglos I y II), la situación legal de las hijas difería poco o nada de la de los hijos. Las hijas tenían los mismos derechos hereditarios que los hijos en caso de que el padre falleciera sin dejar testamento.

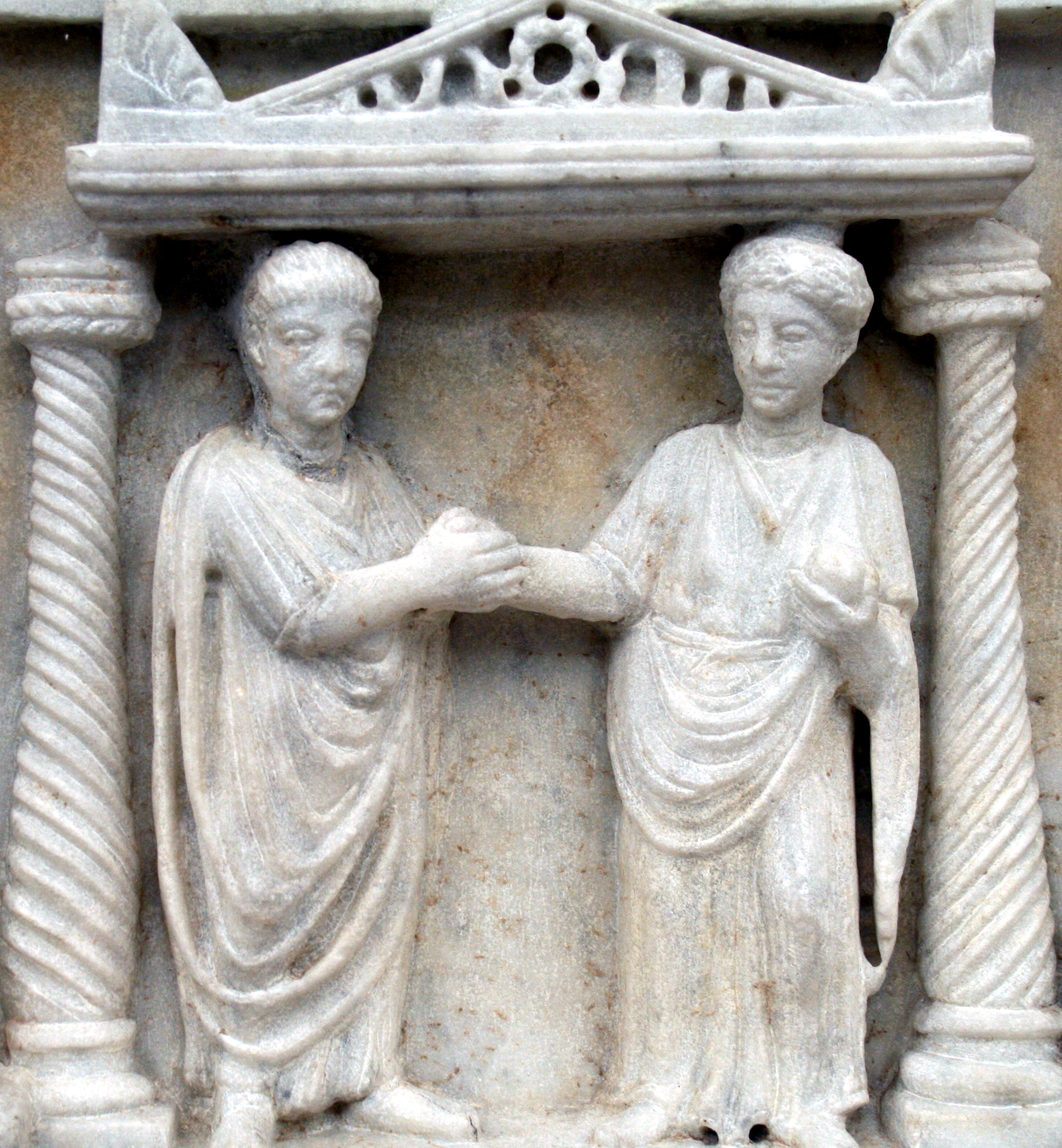
Pareja uniendo sus manos en señal de matrimonio, institución idealizada por los romanos como pilar de la sociedad y alianza para tener y criar hijos, tratar los asuntos diarios, llevar vidas ejemplares y profesarse afecto

En el primer periodo de la época republicana, la novia pasaba de estar bajo control de su padre a las «manos» (manus) de su marido. Después quedaba sujeta a la potestad (potestas) de su marido, aunque en menor grado que los hijos. Esta arcaica forma de matrimonio se había abandonado casi por completo en la época de Julio César, en la que, por ley, una mujer seguía estando bajo la autoridad paterna incluso después de trasladarse a casa de su marido. Este arreglo fue uno de los factores de la independencia que las mujeres romanas disfrutaban en comparación con otras culturas antiguas hasta el periodo moderno: aunque tenían que responder ante su padre en temas legales, estaban libres de su escrutinio en la vida diaria, y su marido no tenía poderes legales sobre ellas. Cuando moría su padre, quedaban legalmente emancipadas sui iuris. Una mujer casada retenía la propiedad de los bienes que había aportado al matrimonio. Aunque ser univira («mujer de un solo hombre», es decir, que solo se había casado una vez) era motivo de orgullo, el divorcio no estaba especialmente mal considerado, y tampoco el casarse rápidamente tras divorciarse o quedar viuda. La ley romana clásica prohibía que un marido maltratara a su esposa o la obligara a tener relaciones sexuales. El maltrato físico era causa suficiente de divorcio u otras acciones legales contra el marido
Como legalmente seguían perteneciendo a su familia de nacimiento, las mujeres romanas mantenían su apellido durante toda su vida. Los hijos solían tomar el del padre, pero en el periodo imperial, en ocasiones utilizaban el de la madre o combinaban los dos. El derecho que tenían las madres a poseer propiedades y a disponer de ellas según su conveniencia incrementaba su influencia sobre sus hijos, incluso cuando ya eran adultos. Gracias a su situación legal de ciudadanas y el grado de emancipación del que disfrutaban, las mujeres podían poseer propiedades, firmar contratos y crear empresas. Algunas consiguieron y gestionaron considerables fortunas, y su nombre aparece en inscripciones por haber financiado importantes obras públicas.
Las mujeres romanas podían comparecer en un juzgado y defender casos, aunque la costumbre era que las representara un hombre. Se las consideraba demasiado ignorantes y faltas de criterio como para ejercer la abogacía, y al mismo tiempo eran activas e influían en los casos legales, lo que dio como resultado un edicto que limitó su ejercicio del derecho a los litigios que les afectaran directamente. Aun después de que se aprobara esta restricción, existen numerosos ejemplos de mujeres que actuaron eficazmente en temas jurídicos, por ejemplo, dictando estrategias legales a sus abogados.

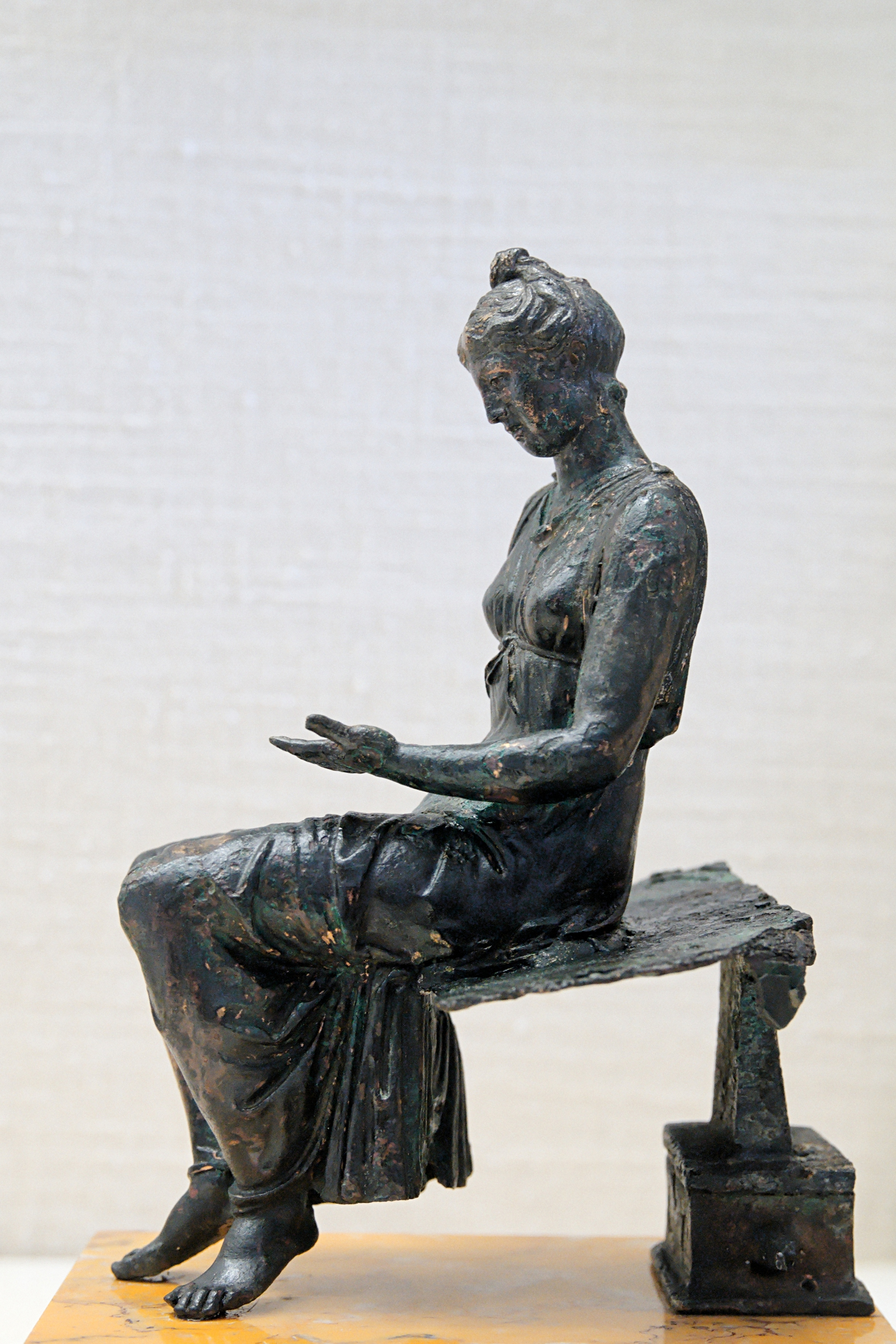
Figura de bronce de una joven leyendo (finales del)

Augusto, el primer emperador romano, apoyó su ascenso al poder absoluto en la restauración de la moral tradicional, e intentó regular con leyes el comportamiento de las mujeres (Ley Julia). Se criminalizó el adulterio, que en la época republicana era un asunto limitado al ámbito familiar, redefiniéndolo como acto sexual ilícito (stuprum) ocurrido entre un ciudadano y una mujer casada, o entre una mujer casada y cualquier persona que no fuera su marido. Se establecía así una doble moral: una mujer solo podía practicar el sexo con su marido, mientras que los hombres no cometían adulterio si mantenían relaciones sexuales con prostitutas, esclavas o personas en situación marginal (infamis) El estado fomentaba la maternidad: el ius trium liberorum  («derecho legal de tres hijos») concedía honores simbólicos y privilegios legales a las mujeres con tres hijos y las liberaba de la dependencia de cualquier hombre.
Los filósofos estoicos influenciaron el desarrollo de la ley romana. Los estoicos de la época imperial, como Séneca y Musonio Rufo, desarrollaron teorías de moral sexual. Aunque no defendían la igualdad social o legal, mantenían que la naturaleza da a hombres y mujeres una idéntica capacidad para la virtud y similar obligación de actuar virtuosamente, y por tanto mujeres y hombres tienen igual necesidad de adquirir conocimientos de Filosofía. Se cree que estas tendencias filosóficas de la élite dirigente ayudaron a mejorar la situación de la mujer durante la época imperial.
En Roma no existía un sistema escolar estatal, y la educación solo estaba al alcance de los que podían pagarla. Las hijas de senadores y caballeros solían recibir educación primaria (de los 7 a los 12 años). Más allá de esa edad, poca gente recibía educación, fuera del sexo que fuera. En ocasiones, las niñas de clase más humilde se escolarizaban para que pudieran ayudar en el negocio familiar o pudieran trabajar como escribas y secretarias. La mujer que alcanzó mayor prominencia en el mundo antiguo por sus conocimientos fue Hipatia de Alejandría, que impartía cursos avanzados a hombres jóvenes y actuaba como consejera política del prefecto de Egipto. Su influencia la colocó en situaciones conflictivas con Cirilo, Patriarca de Alejandría, que podría haber estado envuelto en la muerte violenta de Hipatia en el año 415 a manos de una turba cristiana.
La ley romana reconocía la violación como delito del que la víctima no tenía culpa alguna y la castigaba con pena de muerte. El derecho a la integridad física era fundamental en el concepto romano de ciudadanía, como indica la leyenda romana que relata la violación de Lucrecia por el hijo del rey. Tras denunciar la tiranía de la familia real, Lucrecia se suicidó como forma de protesta política y moral. Los autores vieron en su sacrificio el catalizador del derrocamiento de la monarquía y el restablecimiento de la república. Según la ley, la violación solo podía cometerse contra un ciudadano; la violación de un esclavo solo se sancionaba como daño a una propiedad. La mayoría de las prostitutas en la antigua Roma eran esclavas, aunque algunos contratos de compra de esclavas contenían cláusulas que las protegían de la prostitución forzada. Una mujer libre que trabajase como prostituta perdía su estatus social y se convertía en infamis, mujer de mala reputación. Al dejar que su cuerpo estuviera a disposición de cualquiera, renunciaba a su derecho a estar protegida contra los abusos sexuales y la violencia física. La actitud respecto a la violación cambió al ir extendiéndose el cristianismo por el imperio. San Agustín y otros padres de la Iglesia interpretaban el suicidio de Lucrecia como la admisión de que había incitado al violador y experimentado placer. En la época de Constantino, el primer emperador cristiano, si un padre acusaba a un hombre de secuestrar a su hija, pero la hija había dado su consentimiento a la fuga, se castigaba a la pareja con la hoguera. Si la mujer no había consentido a su violación o secuestro, aún podía ser castigada con penas menores como cómplice, aduciendo que «podría haberse salvado pidiendo ayuda a gritos».

### Escrituras religiosas

#### La Biblia
«Enderezándose Jesús, y no viendo a nadie sino a la mujer, le dijo: Mujer, ¿dónde están los que te acusaban? ¿Ninguno te condenó? Ella dijo: Ninguno, Señor. Entonces Jesús le dijo: Ni yo te condeno; vete, y no peques más». (Evangelio de Juan 8:10-11).
Jesús defendió a una mujer que fue acusada, en contra de quien se proponía una sanción de pena capital (muerte por lapidación) por el delito de adulterio, de conformidad con la ley mosaica, pero en abierta infracción de los preceptos de dicha ley... 
Ya que está escrito: «Si un hombre cometiere adulterio con la mujer de su prójimo, el adúltero y la adúltera indefectiblemente serán muertos». (Levítico 22:10). «Si fuere sorprendido alguno acostado con una mujer casada con marido, ambos morirán, el hombre que se acostó con la mujer, y la mujer también; así quitarás el mal de Israel». (Deuteronomio 22:22).
Jesús evitó una injusticia basada en la discriminación por sexo/género, ya que en el pasaje citado se establece claramente que. «Entonces los escribas y los fariseos le trajeron una mujer sorprendida en adulterio; y poniéndola en medio, le dijeron: Maestro, esta mujer ha sido sorprendida en el acto mismo de adulterio. Y en la ley nos mandó Moisés apedrear a tales mujeres. Tú, pues, ¿qué dices?». (Evangelio de Juan 8:3-5).  Si había sido encontrada en el mismo acto de adulterio, ¿por qué solo a la mujer querían castigar y no al hombre? Jesús cuestionó la doble moral y las malas intenciones del corazón de los acusadores, logrando que se detuviera el castigo y se le prodigara misericordia, la cual refrendó con la frase «ni yo te condeno...».
«Vino María Magdalena dando las nuevas a los discípulos de que había visto al Señor, y que Él le había dicho estas cosas» (Evangelio de Juan 20:18) (La primera persona en ver a Jesús tras su crucifixión fue una mujer, María Magdalena).
No obstante, en las épocas anteriores y contemporáneas a la Biblia, el papel de la mujer estaba sujeto a severas restricciones .

#### El Corán
El Corán, transmitido por Mahoma a lo largo de 23 años, se convirtió en la guía de la comunidad islámica y modificó las costumbres existentes en la sociedad árabe. Del año 610 al 661, el Corán realizó reformas fundamentales en las costumbres reguladas por ley e introdujo derechos para las mujeres en cuestiones de matrimonio, divorcio y herencia. Al establecer que la esposa, y no su familia, recibiría la dote del marido, y podía administrarla por ser su propiedad privada, el Corán hizo a las mujeres parte legítima del contrato de matrimonio.
Aunque en las leyes costumbristas solo los descendientes masculinos heredaban, el Corán introdujo reglas de herencia que fijaban partes a repartir entre legatarios designados: primero a la mujer de parentesco más cercano y después al hombre de parentesco más cercano. Según Annemarie Schimmel, «en comparación con la posición de las mujeres en la época preislámica, la Fiqh supuso un enorme progreso; la mujer tenía el derecho, al menos según la ley, de administrar la riqueza que había aportado a la familia o había ganado con su propio trabajo».
La mejora general de la situación de las mujeres árabes incluía la prohibición del infanticidio femenino, y reconocía a la mujer como persona de pleno derecho. En general, las mujeres adquirieron mayores derechos que en la época anterior y que en la Europa medieval. En otras culturas, las mujeres no alcanzaron un estatus social similar hasta siglos después. Según el profesor William Montgomery Watt, «cuando se estudia en este contexto histórico, Mahoma puede considerarse una figura que defendió los derechos femeninos»

### La Edad Media
Según el Derecho de Inglaterra, que se desarrolló a partir del siglo XII, todas las posesiones que una mujer tuviera a su nombre en el momento del matrimonio pasaban a ser propiedad del marido. Los tribunales ingleses acabaron por prohibir que los maridos se arrogaran las propiedades sin consentimiento de su esposa, pero retuvieron el derecho a administrarlas y a su usufructo. Las mujeres francesas casadas sufrían restricciones a su capacidad legal que duraron hasta 1965. A pesar de la relativa libertad que disfrutaban las mujeres anglosajonas, hasta mediados del siglo XIX, los escritores daban por hecho que el orden natural era el patriarcado y que siempre había existido. Esta percepción no se puso en duda hasta el siglo XVIII, cuando los misioneros jesuitas descubrieron linajes maternos  en los pueblos nativos de Norteamérica.

### Europa de los siglosXVIIIyXIX

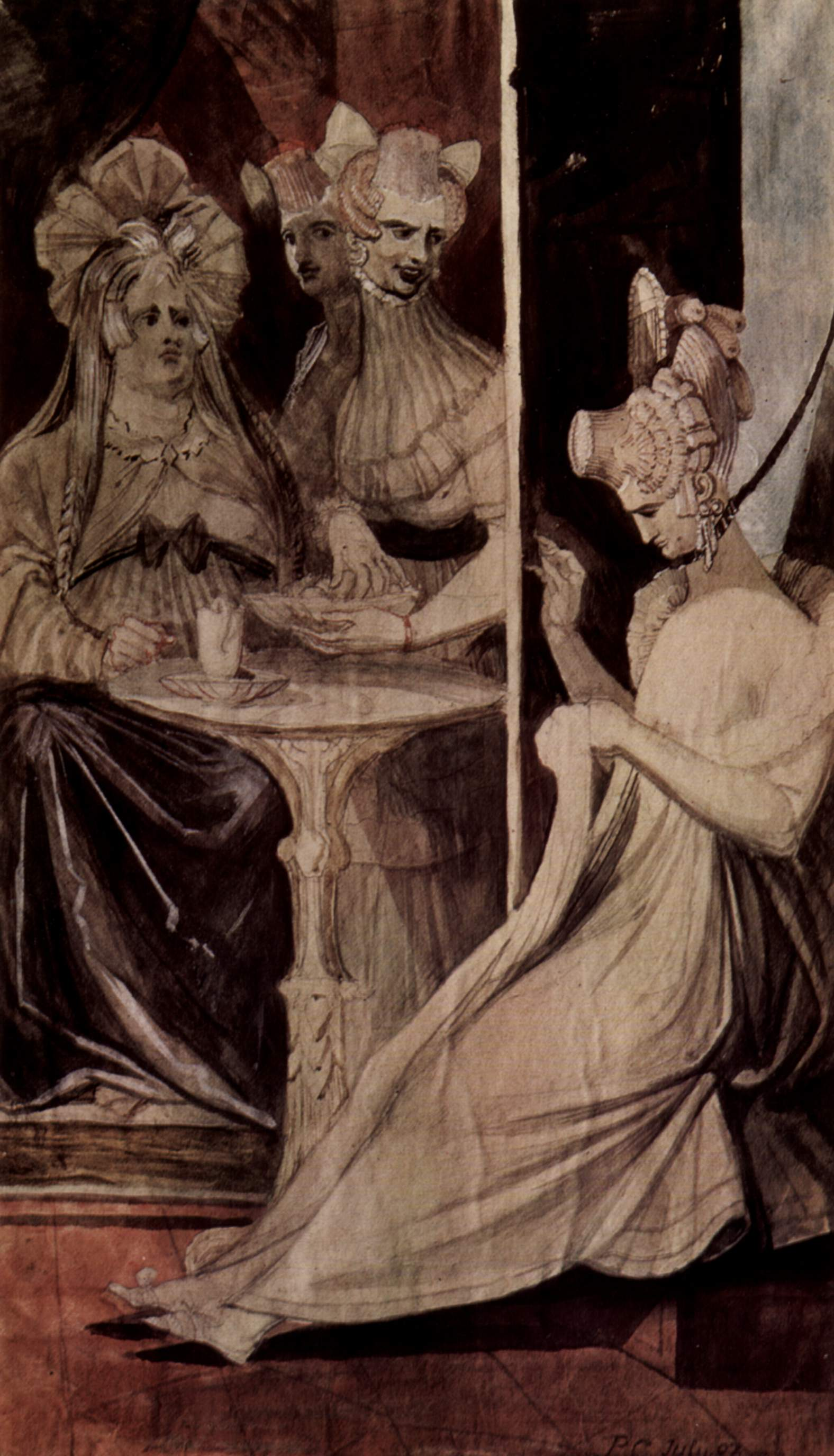
«La Debutante» (1807), de Heinrich Füssli. La mujer, víctima de las convenciones sociales masculinas, está atada a la pared, cosiendo y vigilada por gobernantas. El cuadro refleja las opiniones de Mary Wollstonecraft en su libro «Vindicación de los derechos de la mujer», publicado en 1792.

Desde finales del siglo XVIII y a lo largo del XIX, los derechos, como concepto y exigencia, aumentaron su importancia política, social y filosófica en Europa. Surgieron movimientos que pedían la libertad de culto, la abolición de la esclavitud, derechos para las mujeres y para la gente sin propiedades y el sufragio universal. A finales del XVIII, la cuestión de los derechos de la mujer se convirtió en tema central de los debates políticos en Francia y Gran Bretaña. En esa época, algunos de los más prestigiosos pensadores de la Ilustración, que defendían los principios democráticos del Igualitarismo y cuestionaban la noción de que una minoría privilegiada gobernara a la vasta mayoría de la población, creían que estos principios solo debían aplicarse a su propio sexo y a su propia raza. El filósofo Jean Jacques Rousseau, por ejemplo, pensaba que el hecho de que la mujer obedeciera al hombre formaba parte del orden natural. Escribió que «las mujeres hacen mal en quejarse de la desigualdad de las leyes humanas» y defendió que «cuando la mujer intenta usurpar nuestros derechos, se muestra inferior a nosotros».
Los esfuerzos de Dorothea von Velen, amante de Juan Guillermo, elector del Palatinado, condujeron a la abolición de la «cobertura» –una doctrina legal por la que los derechos legales de las mujeres casadas pasaban al marido–, hecho que fue un temprano ejemplo de derechos femeninos. El palatinado fue el primer estado germánico en abolir la cobertura, que fue brevemente reinstaurada por Carlos III Felipe, sucesor de Juan Guillermo. Dorothea protestó desde su exilio en Ámsterdam. Publicó sus memorias, «Una vida para la reforma», muy críticas con el gobierno de Carlos Felipe. Para evitar un escándalo, el nuevo elector se plegó a las exigencias de Dorothea, y volvió a derogar la cobertura.

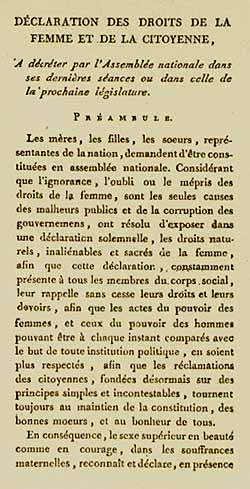
Primera página de la Declaración de los Derechos de la Mujer y de la Ciudadana

En 1791, Olympe de Gouges, dramaturga y activista política francesa, publicó la Declaración de los Derechos de la Mujer y de la Ciudadana, que tomaban como modelo la Declaración de los Derechos del Hombre y del Ciudadano de 1789. Su formulación es irónica, y expone el fracaso de la Revolución francesa, tan dedicada al Igualitarismo. En dicha declaración se puede leer: «Esta revolución solo tendrá efecto cuando todas las mujeres sean totalmente conscientes de su deplorable condición, y de los derechos que han perdido en la sociedad». La Declaración de los Derechos de la Mujer y de la Ciudadana repasa los 17 artículos de los derechos del hombre punto por punto, y se ha descrito como «prácticamente una parodia del documento original».

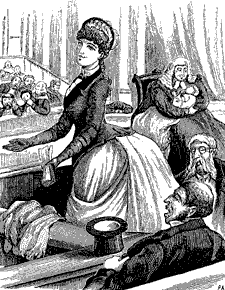
Dibujo satírico de 1887 sobre los derechos de las mujeres australianas: una hipotética diputada endosa el cuidado de su bebé al presidente de la Cámara

De Gouges también destacó el hecho de que las leyes francesas castigaran a las mujeres igual que a los hombres, al tiempo que les negaban los mismos derechos.
Mary Wollstonecraft, filósofa y escritora británica, publicó  en 1792 «Vindicación de los derechos de la mujer, donde argumentaba que era la educación que se daba a las mujeres la que limitaba sus expectativas. Wollstonecraft atacó la opresión por motivos de sexo, abogando por la igualdad en las oportunidades educativas, y pidió justicia y «derecho a la humanidad» para todos. Wollstonecraft y sus contemporáneas británicas Damaris Cudworth y Catherine Macaulay reivindicaron los derechos relacionados con las mujeres, argumentando que deberían disfrutar de mayores oportunidades, ya que al igual que los hombres, eran seres morales y racionales.
En el ensayo The Subjection of Women, publicado en 1869, el teórico de la política y filósofo inglés John Stuart Mill describió la situación de las mujeres en Gran Bretaña de esta forma:

... hay quien no cesa de repetir que la civilización y el cristianismo han reconocido a la mujer sus justos derechos. Por desgracia, no es verdad: la esposa es hoy realmente tan esclava de su marido, en los límites de la obligación legal, como los esclavos propiamente dichos de otras épocas.
Miembro del Parlamento en esa época, Mill argumentó que las mujeres merecían tener derecho al voto, pero su propuesta para sustituir la palabra «hombre» por «persona» en la Ley de Reforma de 1867 fue acogida con risas en la Cámara de los Comunes y rechazada por
196 votos contra 76. Sus argumentos obtuvieron poco apoyo de sus contemporáneos, pero su intento por aprobar la reforma generó gran atención hacia el problema del sufragio femenino en el Reino Unido. Aunque en principio solo era una más de las campañas por los derechos de la mujer, el sufragio se convirtió en causa primaria de este movimiento a principios del siglo XX. En esa época, el derecho al voto se restringía a los ricos propietarios de las jurisdicciones británicas. Este arreglo excluía implícitamente a las mujeres, ya que hasta el siglo XIX, los derechos reales daban a los hombres derechos de propiedad por matrimonio o herencia. Aunque el sufragio masculino se amplió durante ese siglo, la Ley de reforma de 1832 y la Ley de Corporaciones Municipales de 1835 prohibieron explícitamente que las mujeres votaran en elecciones nacionales y locales. Millicent Fawcett y Emmeline Pankhurst lideraron la campaña pública para el sufragio femenino, y en 1918 se aprobó una ley que permitió el voto a las mujeres mayores de 30 años.

## Sufragio, derecho al voto

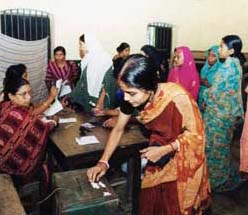
Mujeres bangladesíes haciendo cola para votar

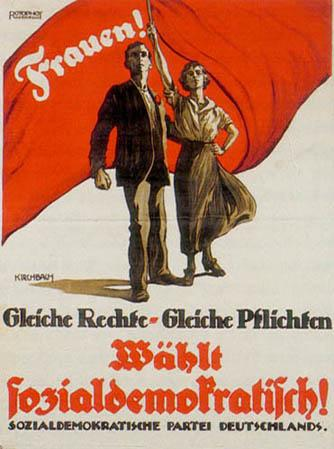
Póster de los socialdemócratas alemanes para las elecciones de 1919. «Frauen! Gleiche Rechte, Gleiche Pflichten» (¡Mujeres! Los mismos derechos, los mismos deberes)

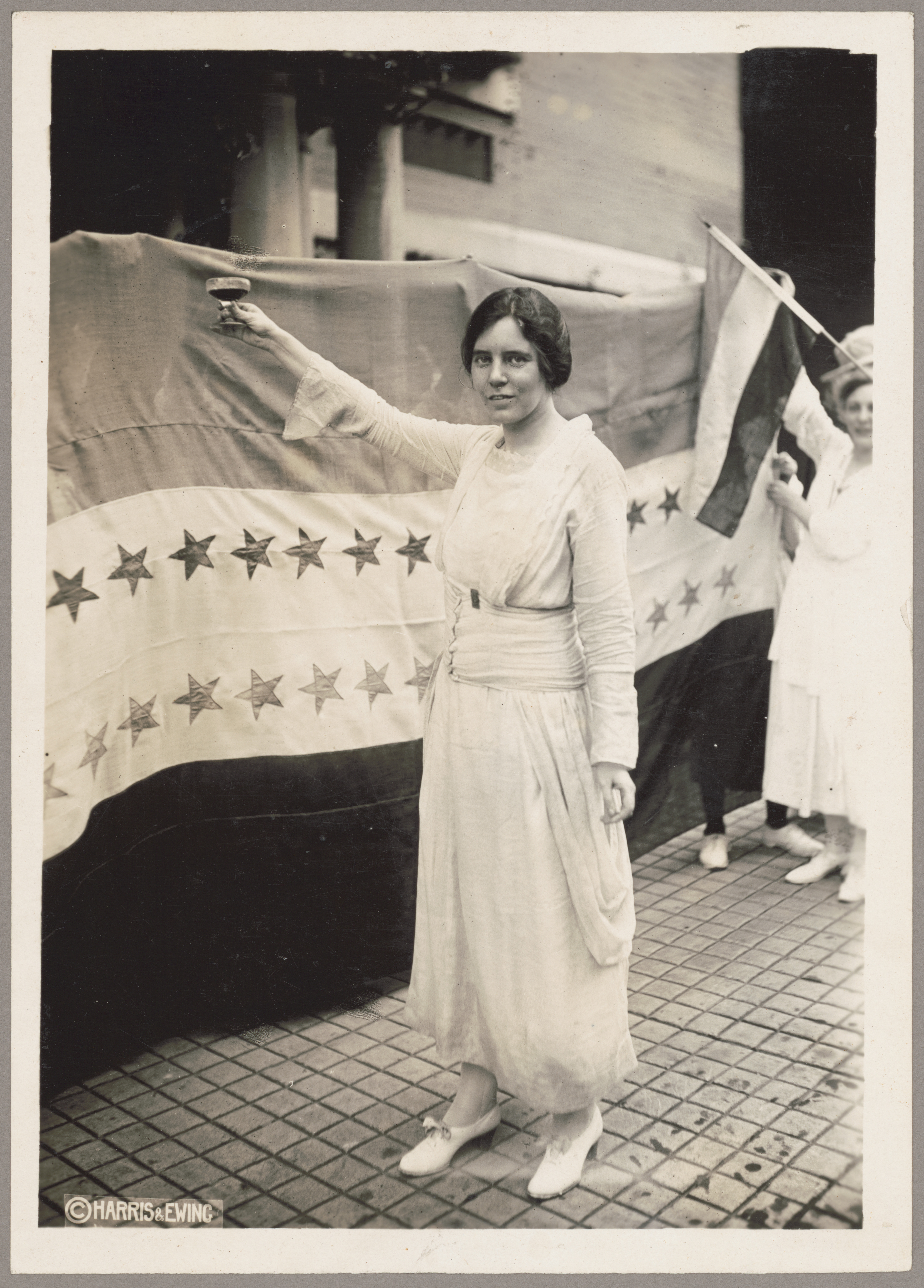
La estratega y activista Alice Paul, que encabezó el movimiento sufragista en Estados Unidos en la década de 1910

En el siglo XIX se inició el movimiento en favor del derecho de la mujer a participar en el gobierno y en la elaboración de leyes. Otras mujeres se oponían al sufragio femenino, como Helen Kendrick Johnson, cuyo documento de 1897 Woman and the Republic («La mujer y la república») se considera uno de los mejores argumentos de la época en contra de este derecho. Los ideales del sufragio femenino se desarrollaron a la vez que los del sufragio universal, y hoy, el voto de la mujer es un derecho recogido por la Convención sobre la eliminación de todas las formas de discriminación contra la mujer. En 1893, Nueva Zelanda se convirtió en el primer país del mundo en conceder el derecho al voto a las mujeres. Australia lo aprobó en 1902.
Varios países nórdicos dieron a las mujeres derecho a votar a principios del siglo XX: Finlandia en 1906, Noruega en 1913, Dinamarca e Islandia en 1915. Con el final de la I Guerra mundial, otros países siguieron el ejemplo:  los Países Bajos en 1917, Austria, Azerbaiyán, Canadá, Checoslovaquia, Georgia, Polonia y Suecia en 1918; Alemania y Luxemburgo en 1919; Estados Unidos en 1920. España concedió el derecho al voto a las mujeres en 1931, Turquía en 1934, Francia en 1944, Bélgica, Italia, Rumania y Yugoslavia en 1946, Suiza en 1971 y Liechtenstein en 1984.
En Latinoamérica, algunos países dieron a las mujeres el derecho a votar en la primera mitad del siglo XX: Ecuador  (1929), Brasil (1932), El Salvador (1939), República Dominicana (1942), Guatemala (1956), Argentina (1946)  México (1955) y Honduras (1955) . En India se aprobó el sufragio universal en 1935,  durante la época colonial. Otros países asiáticos concedieron el derecho de voto a las mujeres a mediados del siglo XX: Japón (1945), China (1947) e Indonesia (1955). En África, en general, las mujeres consiguieron el derecho al voto al mismo tiempo que los hombres: Liberia en 1947, Uganda en 1958 y Nigeria en 1960. En muchos países de Oriente Medio, el sufragio universal se aprobó tras la II Guerra Mundial, mientras que en otros, como Kuwait, está muy limitado. El 16 de mayo de 2005, el Parlamento de este país extendió el sufragio a las mujeres por 35 votos contra 23

## Derechos de propiedad
Durante el siglo XIX en EE. UU. y el Reino Unido, algunas mujeres comenzaron a rebelarse contra las leyes que les negaban el derecho a la propiedad una vez casadas. Con la doctrina de la cobertura, los maridos se arrogaban el control sobre los bienes y salarios de sus esposas. A partir de mediados del siglo XIX, los legisladores estadounidenses y británicos aprobaron estatutos que protegían las propiedades de las mujeres de sus esposos y de los acreedores de sus esposos. El «examen por separado» era una práctica por la que una mujer casada que quisiera vender alguna de sus propiedades debía ser examinada por un juez o juez de paz sin la presencia de su marido, y en la que se le preguntaba si estaba recibiendo presiones de su esposo para que firmara el documento.

## Movimientos modernos

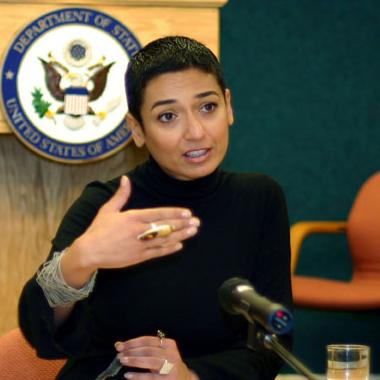
La escritora y activista americana-iraquí Zainab Salbi, fundadora de Women for Women International

En las décadas siguientes, los derechos de la mujer se volvieron a convertir en un tema político primordial. En la década de 1960, el movimiento recibió el nombre de «feminismo» o «liberación femenina». Las reformistas exigían el mismo salario que los hombres, los mismos derechos ante la ley y la libertad de planificar su familia o de no tener hijos. Sus esfuerzos obtuvieron resultados desiguales.
El Consejo Internacional de Mujeres (ICW) fue la primera organización que unió a mujeres de distinta nacionalidad para defender los derechos humanos femeninos. En marzo y abril de 1888, se reunieron en Washington D. C. mujeres que representaban 53 organizaciones femeninas de 9 países: Canadá, Estados Unidos, Irlanda, India, Reino Unido, Finlandia, Dinamarca, Francia y Noruega. Participaron mujeres de organizaciones profesionales, sindicatos, movimientos artísticos y sociedades benéficas. Los consejos nacionales están afiliados al ICW, y de esa forma pueden hacerse oír en el ámbito internacional. El ICW trabajó con la Sociedad de Naciones en el periodo entre guerras y con Naciones Unidas tras la II Guerra Mundial. En la actualidad, el ICW tiene estatuto de asesor en el Consejo Económico y Social de las Naciones Unidas, la más alta acreditación que puede obtener una ONG en la ONU. A día de hoy, el ICW lo componen 70 países y tiene su sede en Lausana (Suiza), donde se celebran reuniones cada tres años.
Women for Women International (WfWI) es una organización humanitaria sin ánimo de lucro que proporciona apoyo práctico y moral a mujeres supervivientes de conflictos bélicos. WfWI ayuda a estas mujeres a recomponer sus vidas por medio de un programa gradual de un año de duración, que comienza con ayuda financiera directa y orientación psicológica, con formación educativa si es necesario (alfabetización, matemáticas básicas), sensibilización sobre sus derechos, nociones sanitarias, formación profesional y desarrollo de pequeñas empresas. La organización fue fundada en 1993 por Zainab Salbi, americana de origen iraquí superviviente de la guerra entre Irán e Irak y su marido, Amjad Atallah.

### Control de natalidad y derechos reproductivos

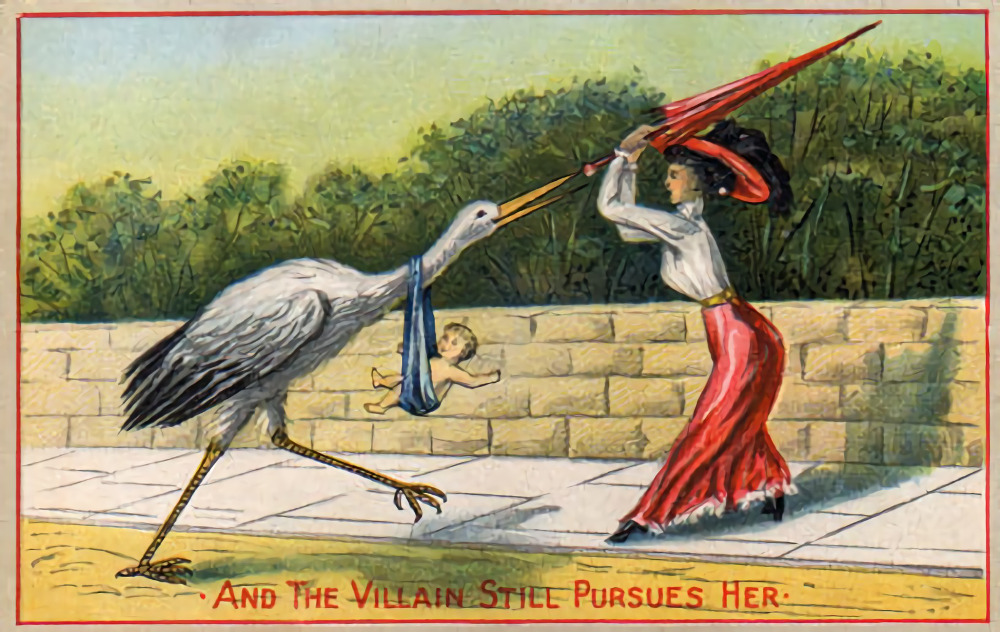
«Y la malvada sigue persiguiéndole». Postal satírica victoriana

En la década de 1870, las feministas avanzaron el concepto de maternidad voluntaria como crítica política de la maternidad involuntaria y para expresar el deseo de la emancipación femenina. Los defensores de la maternidad voluntaria rechazaban la anticoncepción, argumentando que las mujeres solo debían practicar el sexo con fines reproductivos, y recomendaban la abstinencia periódica o permanente como método contraceptivo.

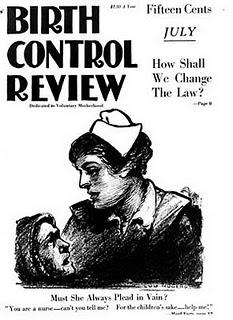
Portada de Birth Control Review («Revista del control de la natalidad») de 1919, publicada por Margaret Sanger. Sobre el tema de la legislación, Sanger escribió: «Las mujeres piden en vano instrucciones sobre los métodos anticonceptivos. Los médicos están deseando practicar abortos cuando son necesarios, pero se niegan a utilizar métodos preventivos que harían innecesarios esos abortos (…) Puedo hacerlo; la ley no lo permite»

A principios del siglo XX, el término «control de la natalidad» se convirtió en una alternativa a «familia limitada» o «maternidad voluntaria». El movimiento de control de la natalidad defendía la contracepción que permitiera las relaciones sexuales sin riesgo de embarazo. Al incidir sobre la palabra «control», se afirmaba implícitamente que las mujeres debían tener autoridad sobre su propia reproducción, en estrecha consonancia con el movimiento feminista. Eslóganes como «control sobre nuestro propio cuerpo» criticaban el dominio masculino y pedían la liberación de las mujeres, una connotación ausente en los movimientos de planificación familiar, control de la población y eugenesia. Después de la Revolución de Octubre, la Rusia soviética fue el primer país del mundo en legalizar la interrupción voluntaria del embarazo como parte de las reformas en torno a la emancipación de la mujer. En las décadas de 1960 y 1970, el movimiento de control de la natalidad defendió la legalización del aborto y pidió a los gobiernos amplias campañas de educación sobre los anticonceptivos, insistiendo en que se diera a las mujeres la opción de elegir.
Los derechos reproductivos, es decir, los relacionados con la reproducción sexual y la salud reproductiva, se debatieron por primera vez como subcategoría de los derechos humanos en la Conferencia Internacional sobre Derechos Humanos de Naciones Unidas en 1968. Los derechos reproductivos no están reconocidos en el derecho internacional de los derechos humanos, y se trata de una expresión general que puede referirse a cualquiera de estos derechos: derecho al aborto legal y seguro, derecho a controlar las funciones reproductivas propias, derecho a una sanidad reproductiva de calidad y derecho a la educación para poder tomar decisiones reproductivas libres de coerción, discriminación y violencia. También debe entenderse que los derechos reproductivos incluyen la educación sexual sobre anticoncepción y enfermedades de transmisión sexual, el rechazo a la esterilización forzosa, el derecho a la contracepción, la protección contra prácticas como la mutilación genital femenina y masculina. Los derechos reproductivos son derechos tanto de hombres como de mujeres, pero a menudo se consideran derechos femeninos.
El acceso de las mujeres al aborto legal está restringido por ley en la mayoría de los países del mundo. Donde el aborto es legal, en ocasiones el acceso está limitado. Algunos países siguen prohibiéndolo en todos los casos, y en otros se permite únicamente para salvar la vida de la embarazada o en caso de violación o incesto. Según Human Rights Watch, el aborto es un tema extremadamente sensible, que induce a encendidos debates. No obstante, el acceso al aborto seguro es ante todo un derecho humano. En los países donde se permite, a nadie se le obliga a abortar. Donde está prohibido, las mujeres están obligadas a llevar a término embarazos no deseados o a sufrir graves daños en su salud, e incluso la muerte. Alrededor del 13 % de las muertes maternas del mundo se atribuyen a abortos en malas condiciones, entre 68 000 y 78 000 muertes anuales. Según Human Rights Watch,  «la negación a una mujer embarazada de su derecho a tomar una decisión independiente sobre el aborto, viola o supone una amenaza a un amplio rango de derechos humanos». No obstante, otros grupos como la Iglesia católica, la derecha cristiana y los judíos ortodoxos consideran el aborto no como un derecho, sino como una «maldad moral».

### Naciones Unidas y las conferencias mundiales sobre la mujer
En el año 1946,La Organización de las Naciones Unidas(ONU) estableció la Comisión de la Condición Jurídica y Social de la Mujer. La «sección sobre la situación de la mujeres, división de Derechos Humanos, departamento de Asuntos Sociales» en sus orígenes,  ahora forma parte del Consejo Económico y Social de las Naciones Unidas (ECOSOC). Desde 1975, Naciones Unidas ha llevado a cabo una serie de conferencias sobre temas femeninos, comenzando con la Conferencia Mundial del Año Internacional de la Mujer en la Ciudad de México. Estas conferencias crearon un foro internacional para los derechos de la mujer, y además ilustraron las divisiones entre mujeres de distintas culturas y las dificultades de intentar aplicar los principios de forma universal. Se han celebrado cuatro conferencias mundiales, la primera en Ciudad de México (1975), la segunda en Copenhague (1980), la tercera en Nairobi (1985) y la cuarta en Pekín (1995). En esta última se firmó la «Plataforma de acción», por la que los firmantes se comprometían a perseguir la igualdad entre sexos y la potenciación de las mujeres. En 2010 se fundó ONU Mujeres en la que la Asamblea General de las Naciones Unidas fusionó la División para el desarrollo de la mujer, el Instituto Internacional de Investigación y Capacitación para la Promoción de la Mujer, la Oficina del Consejero Especial sobre temas de género y el Fondo de Desarrollo de las Naciones Unidas para la Mujer.

## Derecho natural
Los filósofos lusnaturalistas del siglo XVII, como Thomas Hobbes, Jean-Jacques Rousseau y John Locke, desarrollaron la teoría del derecho natural en referencia a filósofos de la antigüedad como Aristóteles y el teólogo cristiano Tomás de Aquino. Como estos filósofos, los seguidores de la ley natural del siglo XVII defendían la esclavitud y el estatus inferior de las mujeres ante la ley. Basándose en los filósofos de la Grecia clásica, los filósofos del derecho natural argumentaban que este derecho no emanaba de dios, sino que era «universal, evidente e intuitivo», una ley que podía encontrarse en la naturaleza. Creían que el derecho natural era evidente para el «hombre civilizado» que vive «en la más alta forma de sociedad». Los derechos naturales derivan de la naturaleza humana, un concepto que estableció por primera vez el filósofo griego Zenón de Citio en Sobre la naturaleza humana. Zenón argumentaba que cada hombre griego racional y civilizado tenía una «chispa divina» o «alma» dentro de él que existía de forma independiente al cuerpo. Zenón fundó el estoicismo, y la idea de una naturaleza humana fue adoptada por otros filósofos griegos, y después por los seguidores del derecho natural y los humanistas occidentales. Aristóteles desarrolló la popular idea de la racionalidad, argumentando que los hombres eran «animales racionales», y como tales, tenían el poder natural del raciocinio. El concepto de la naturaleza humana en la antigua Grecia dependía del sexo, la etnia y otras particularidades, y los defensores de la ley natural en el siglo XVII encasillaron a las mujeres en la misma categoría que los niños, los esclavos y las personas de raza diferente a la blanca, es decir, ni racionales ni civilizadas. Estos filósofos afirmaban que el estatus inferior de las mujeres obedecía al sentido común y era una cuestión de «naturaleza». Creían que las mujeres no podían ser tratadas como iguales debido a su «naturaleza interior». En los siglos XVIII y XIX, estos puntos de vista chocaron con la teología natural evangélica, con filósofos como William Wilberforce y Charles Spurgeon, que reivindicaron la abolición de la esclavitud y la igualdad de derechos entre hombres y mujeres. Los modernos teóricos de la ley natural y los defensores de los derechos naturales afirman que todas las personas tienen naturaleza humana, con independencia de su sexo, etnia o cualquier otra circunstancia, y por tanto, todas las personas tienen derechos naturales.

### Convención sobre la eliminación de todas las formas de discriminación contra la mujer (CETFDCM)

Firmado y ratificado
Adherido
Estado no reconocido que apoya el tratado
Sólo firmado
No firmado

La Declaración Universal de los Derechos Humanos, aprobada en 1948, consagra la «igualdad de derechos entre hombres y mujeres» y trata tanto temas de igualdad como de justicia. En 1979, la Asamblea General de Naciones Unidas adoptó la Convención sobre la eliminación de todas las formas de discriminación contra la mujer (CETFDCM) para la implementación legal de la Declaración sobre la eliminación de la discriminación contra la mujer. Descrita como declaración internacional de derechos para las mujeres, entró en vigor el 3 de septiembre de 1981. Los Estados miembros de Naciones Unidas que no han ratificado están, Nauru, Palaos, Somalia, Sudán, Tonga y Estados Unidos. Niue y la Santa Sede, que no son miembros de Naciones Unidas, tampoco la han ratificado.
La convención define la discriminación contra las mujeres en los siguientes términos:
Cualquier distinción, exclusión o restricción basada en el sexo que tenga por objeto o resultado menoscabar o anular el reconocimiento, disfrute o ejercicio por parte de las mujeres, sea cual sea su estado civil, sobre la base de la igualdad de mujeres y hombres, de los derechos humanos y de las libertades fundamentales en el ámbito político, económico, social, cultural, civil o cualquier otro.
También establece el calendario de acciones para acabar con la discriminación por motivos de sexo, por lo que se pide a los estados que han ratificado la convención que aseguren la igualdad de sexos en su legislación nacional, rechacen cualquier enmienda discriminatoria a sus leyes y promulguen nuevas leyes que protejan a las mujeres de la discriminación. También deben establecer tribunales e instituciones públicas que garanticen a las mujeres protección efectiva contra la discriminación que pudieran ejercer personas, organizaciones y empresas.

### Resolución 1325 del Consejo de Seguridad de las Naciones Unidas
El 31 de octubre de 2000, el Consejo de Seguridad de las Naciones Unidas aprobó por unanimidad la Resolución 1325, que exige a todos los Estados miembros que respeten sin fisuras el Derecho internacional humanitario y el Derecho internacional de los derechos humanos aplicable a los derechos y la protección de mujeres y niñas durante y después de un conflicto armado.

### Protocolo de Maputo
El Protocolo a la Carta Africana de Derechos Humanos y de los Pueblos, conocido como el Protocolo de Maputo, fue adoptado por la Unión Africana el 11 de julio de 2003 en su segunda cumbre celebrada en la capital de Mozambique. Después de ser ratificado por los 15 países miembros de la Unión, el protocolo entró en vigor el 25 de noviembre de 2005. El protocolo garantiza plenos derechos a las mujeres, entre ellos el derecho a participar en los procesos políticos, a la igualdad social y política con los hombres, a controlar su salud reproductiva y a poner fin a la mutilación genital femenina.

## Violación y violencia sexual

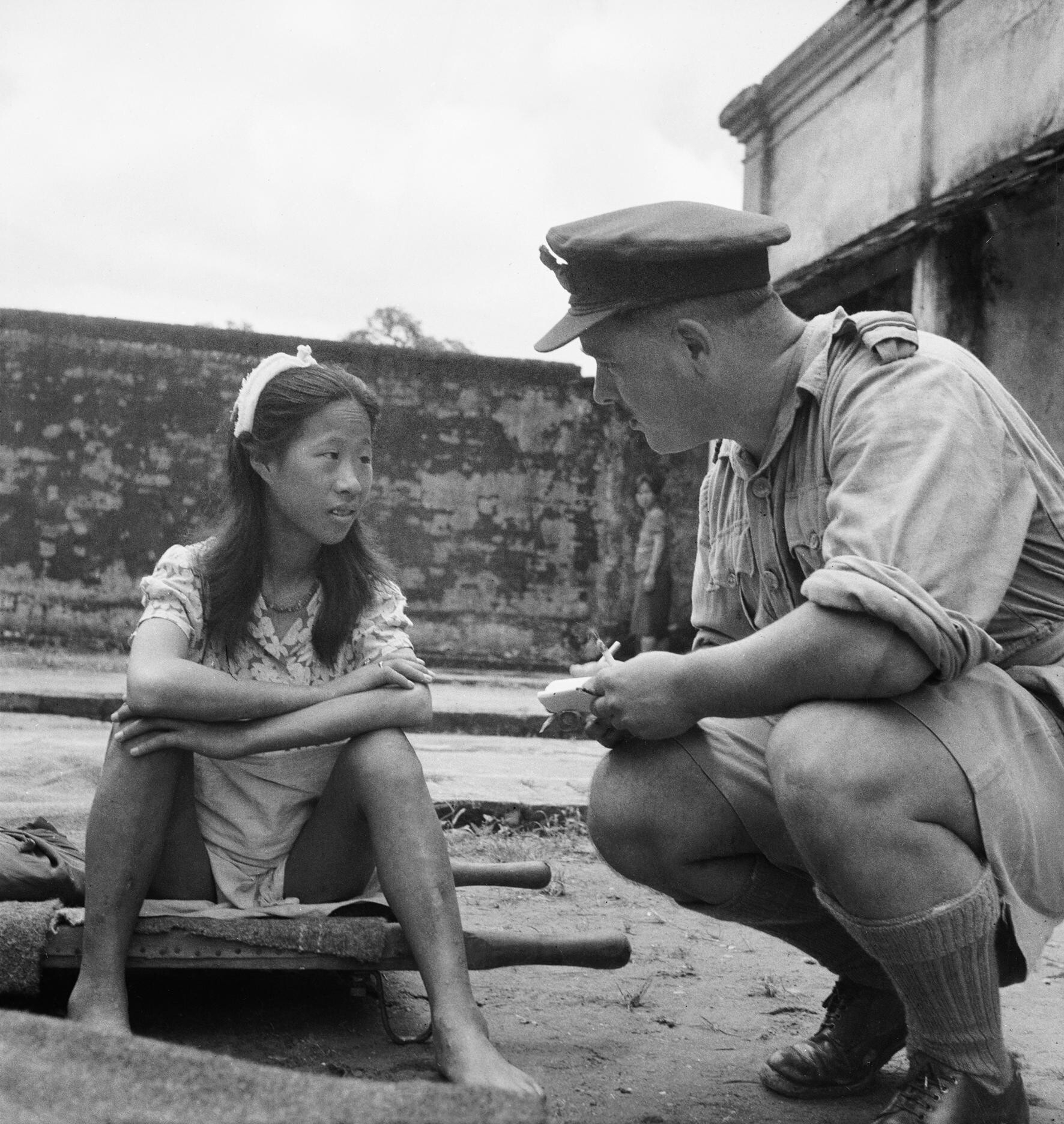
Una joven china rescatada de los «batallones de confort» del ejército imperial japonés es entrevistada por un oficial aliado (ver mujeres de confort)

La violación y la agresión sexual son relaciones sexuales entre dos o más personas sin el consentimiento de una de ellas, y están generalmente catalogadas como delitos sexuales graves.
Cuando la violación y la explotación sexual se convierten en prácticas extendidas y sistemáticas, se reconocen como crímenes de lesa humanidad y como crímenes de guerra. La violación también se considera hoy una forma de genocidio cuando se comete con la intención de destruir, en parte o por completo, a un determinado grupo.

### La violación como elemento del delito de genocidio
En 1998, el Tribunal Penal Internacional para Ruanda, establecido por Naciones Unidas, tomó la decisión histórica de calificar la violación como delito de genocidio incluido en el Derecho internacional. El juicio de Jean Paul Akayesu, alcalde de la localidad de Taba (Ruanda), sentó el precedente para considerar la violación como herramienta de genocidio. El juicio de Akayesu constituye la primera interpretación y aplicación de la Convención para la Prevención y la Sanción del Delito de Genocidio por un tribunal internacional. El jurado sostuvo que la violación –definida como «invasión física de naturaleza sexual cometida contra una persona en circunstancias coercitivas»– y la agresión sexual constituyen actos de genocidio cuando se cometen con la intención de destruir, en parte o por completo, a un grupo determinado. El jurado halló pruebas de que las agresiones sexuales formaban parte integrante del proceso de destrucción del grupo étnico tutsi, así como de que las violaciones eran sistemáticas y se perpetraban solo contra las mujeres de dicha etnia, lo que pone de manifiesto la intención específica exigida para que estos actos constituyan delito de genocidio.
La jueza Navanethem Pillay declaró después del veredicto: «Desde tiempos inmemoriales, la violación se ha considerado un botín de guerra. Ahora lo consideraremos un crimen de guerra. Queremos enviar una clara señal de que la violación ya no es un trofeo de guerra». Se estima que medio millón de mujeres y niñas fueron violadas durante el genocidio ruandés de 1994.

### La violación y la esclavitud sexual como crímenes de lesa humanidad
En la exposición de motivos del Estatuto de Roma, que define la jurisdicción de la Corte Penal Internacional, se reconoce la violación, la esclavitud sexual, la prostitución forzada, el embarazo forzado, la esterilización forzosa o «cualquier otra forma de violencia sexual de gravedad comparable» como crímenes de lesa humanidad, siempre que la acción forme parte de una práctica extendida o sistemática. La Declaración y Programa de Acción de Viena también condena la violación sistemática, así como el asesinato, la esclavitud sexual y los embarazos forzados como «violaciones de los principios fundamentales de los derechos humanos internacionales y del derecho humanitario», y exige una respuesta particularmente efectiva.
La violación fue reconocida por primera vez como crimen de lesa humanidad cuando el Tribunal Penal Internacional para la ex Yugoslavia (TPIY) emitió órdenes de arresto amparándose en la Convención de Ginebra y en las Leyes de la guerra. Concretamente, se reconoció que tras la toma de la ciudad de Foca (al sureste de Bosnia y Herzegovina) en abril de 1992, numerosas mujeres musulmanas sufrieron violaciones en grupo, tortura y esclavitud sexual de forma extendida y sistemática por parte de soldados, policías y miembros de grupos paramilitares serbobosnios. La acusación tuvo un importante significado legal, y fue la primera vez que se investigaron agresiones sexuales con intención de enjuiciarlas como tortura y esclavización en el marco de los crímenes de lesa humanidad. El enjuiciamiento fue confirmado en 2001 por una sentencia del Tribunal Penal Internacional para la ex Yugoslavia que clasificó la violación y la esclavitud sexual como crímenes de lesa humanidad. Este dictamen cuestionó la percepción general de que estos actos contra las mujeres formaban parte intrínseca de las guerras. El TPIY condenó a tres serbobosnios por la violación de mujeres y niñas bosnias musulmanas (algunas de entre 12 y 15 años) en Foca. Además, dos de los hombres fueron declarados culpables del crimen de lesa humanidad de esclavitud sexual por mantener cautivas en centros de detención a mujeres y niñas, muchas de las cuales desaparecieron posteriormente.

## Estudio de situación por país (2011)

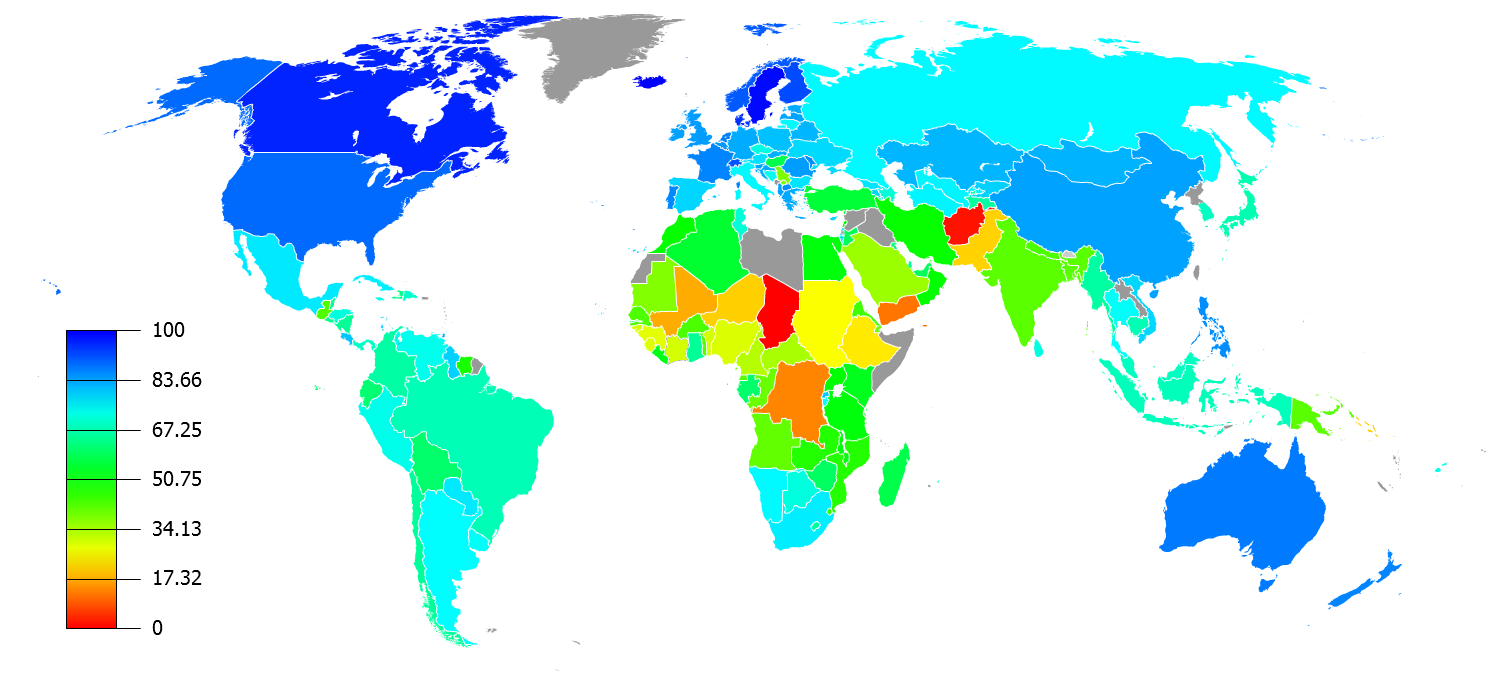
Situación de las mujeres por países según datos recabados por [http://www.thedailybeast.com/articles/2011/09/20/best-and-worst-countries-for-women-the-full-list.html Lauren Streib

El 26 de septiembre de 2011 de la revista Newsweek publicó un estudio sobre los derechos y la calidad de vida de las mujeres en varios países del mundo. Los factores que se tuvieron en cuenta fueron la situación legal, salud y condiciones sanitarias, educación, opciones económicas y poder político. La clasificación se hizo con estadísticas y criterios uniformes. Según este estudio, los mejores y peores países para ser mujer son los siguientes.
| Puesto | País           | General | Justicia | Salud | Educación | Economía | Política |
| ------ | -------------- | ------- | -------- | ----- | --------- | -------- | -------- |
| 1      | Islandia       | 100,0   | 100,0    | 90,5  | 96,7      | 88,0     | 92,8     |
| 2      | Suecia         | 99,2    | 90,8     | 94,8  | 95,5      | 90,3     | 93,1     |
| 3      | Canadá         | 96,6    | 100,0    | 92,7  | 92,0      | 91,0     | 66,9     |
| 4      | Dinamarca      | 95,3    | 86,1     | 94,9  | 97,6      | 88,5     | 78,4     |
| 5      | Finlandia      | 92,8    | 80,2     | 91,4  | 91,3      | 86,8     | 100,0    |
| 6      | Suiza          | 91,9    | 87,9     | 94,4  | 97,3      | 82,6     | 74,6     |
| 7      | Noruega        | 91,3    | 79,3     | 100,0 | 74,0      | 93,5     | 93,9     |
| 8      | Estados Unidos | 89,8    | 82,9     | 92,8  | 97,3      | 83,9     | 68,6     |
| 9      | Australia      | 88,2    | 80,7     | 93,3  | 93,9      | 85,3     | 65,1     |
| 10     | Países Bajos   | 87,7    | 74,0     | 95,0  | 99,0      | 83,0     | 68,4     |

| Puesto | País                            | General | Justicia | Salud | Educación | Economía | Política |
| ------ | ------------------------------- | ------- | -------- | ----- | --------- | -------- | -------- |
| 165    | Chad                            | 0,0     | 20,7     | 0,0   | 0,0       | 70,9     | 22,2     |
| 164    | Afganistán                      | 2,0     | 8,4      | 2,0   | 41,1      | 55,3     | 16,6     |
| 163    | Yemen                           | 12,1    | 36,2     | 44,4  | 34,1      | 48,8     | 0,0      |
| 162    | República Democrática del Congo | 13,6    | 6,5      | 11,4  | 45,1      | 67,8     | 27,2     |
| 160    | Malí                            | 17,6    | 22,7     | 29,9  | 25,8      | 64,3     | 49,8     |
| 160    | Islas Salomón                   | 20,8    | 0,0      | 53,6  | 86,5      | 46,0     | 1,9      |
| 159    | Níger                           | 21,2    | 26,5     | 32,9  | 47,5      | 58,6     | 31,3     |
| 158    | Pakistán                        | 21,4    | 49,7     | 49,6  | 34,0      | 50,7     | 19,3     |
| 157    | Etiopía                         | 23,7    | 18,6     | 27,2  | 29,9      | 79,7     | 37,4     |
| 156    | Sudán                           | 26,1    | 21,1     | 29,4  | 70,6      | 54,5     | 40,8     |